# August von Schmeling

Wappen derer von Schmeling

Bogislav Friedrich August von Schmeling (* 19. Juli 1843 in Stargard; † 30. Januar 1910 in Weimar) war ein preußischer Generalmajor.

## Leben

### Herkunft
August entstammte dem pommerschen Adelsgeschlecht von Schmeling. Er war der jüngste Sohn des preußischen Generalleutnants Wilhelm von Schmeling (1811–1879) und dessen Ehefrau Luise, geborene von Ploetz (1824–1903).

### Militärlaufbahn
Schmeling trat am 15. Juli 1860 aus dem Kadettenkorps kommend als Sekondeleutnant in das 4. Garde-Regiment zu Fuß der Preußischen Armee in Spandau ein. Vom 1. Oktober 1862 bis zum 1. März 1866 war er Adjutant des II. Bataillons und zog mit ihm in den Deutsch-Dänischen Krieg. Er nahm an den Gefechten bei Fredericia und Düppel teil. Nachdem er Adjutant beim Ersatz-Bataillon vom 28. Mai bis in den Deutschen Krieg hinein am 17. Juli 1866 war, zog er in gleicher Eigenschaft zum IV. Bataillon, wo er bis zum 15. September 1866 Adjutant blieb, in den Mainfeldzug.

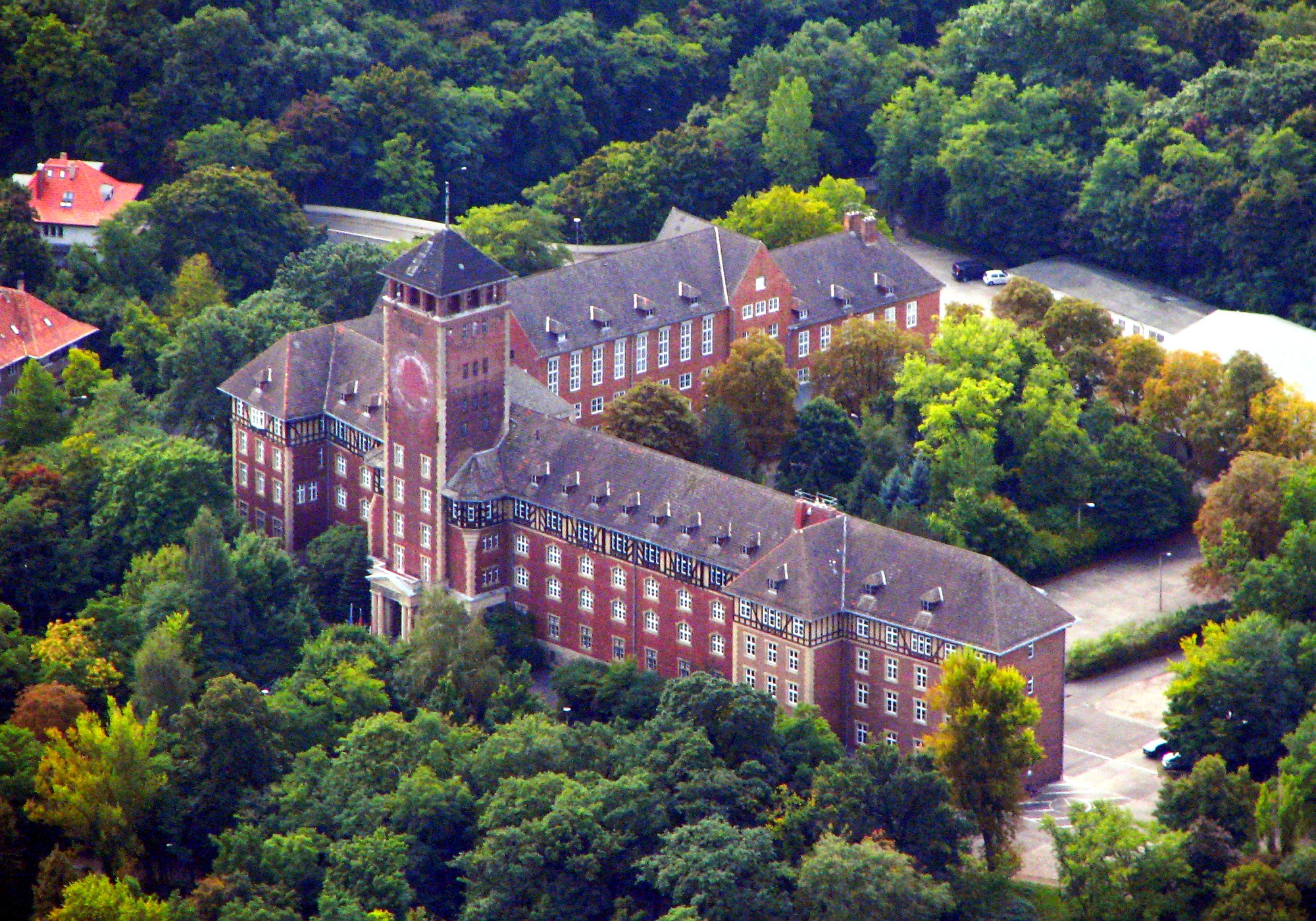
Die ehemalige Kriegsschule Potsdam

Zum Premierleutnant wurde er am 22. März 1868 befördert. Ab 1. Oktober 1868 absolvierte Schmeling die Kriegsakademie. Seine dreijährige Ausbildung musste er jedoch aufgrund des Beginns des Krieges gegen Frankreich am 15. Juli 1870 unterbrechen. Im Verlauf dieses Krieges nahm Schmeling an der Beschießung der Zitadelle von Montmédy und der Belagerung von Paris teil. In der Schlacht bei St. Privat la Montagne erlitt er eine Verwundung durch einen Schuss in den linken Arm. Er kam dann noch in der Schlacht bei Sedan und bei Beaumont zum Einsatz. Seine Leistungen wurden durch die Verleihung des Eisernen Kreuzes II. Klasse gewürdigt.
Nach dem Friedensschluss setzt Schmeling seine Ausbildung vom 1. Oktober 1871 bis zum 29. Juli 1872 an der Kriegsakademie erfolgreich fort. Bei gleichzeitiger Beförderung zum Hauptmann wurde er am 9. Januar 1873 zum Kompaniechef ernannt. Unter Stellung à la suite des Regiments war Schmeling vom 16. April 1874 bis zum 23. November 1875 als Lehrer an der Kriegsschule Potsdam tätig. Zwischenzeitlich hatte man ihn vom 2. Januar bis zum 15. Februar 1875 zur Dienstleistung zum 1. Garde-Ulanen-Regiment kommandiert. Nachdem Schmeling zum 23. November 1875 in den Großen Generalstab versetzt worden war, wurde er am 12. Juni 1877 in das 2. Hanseatische Infanterie-Regiment Nr. 76 versetzt und zum Chef der 6. Kompanie, mit einem Patent vom 9. Dezember 1870, in Hamburg ernannt. Am 3. Februar 1881 wurde er überzähliger Hauptmann und mit seiner Beförderung vom 16. September überzähliger Major. Zum Oberstleutnant befördert wurde er zeitgleich am 10. August 1888 als etatmäßiger Stabsoffizier in das 3. Thüringische Infanterie-Regiment Nr. 71 versetzt.
Unter Stellung à la suite wurde Schmeling am 23. Oktober 1890 mit der Führung des in Weimar, Eisenach und Jena stationierten 5. Thüringischen Infanterie-Regiments Nr. 94 (Großherzog von Sachsen) beauftragt und mit seiner Beförderung zum Oberst am 18. November zum Kommandeur ernannt. Zum Generalmajor befördert und zum Kommandeur der 24. Infanterie-Brigade in Neiße ernannt wurde er am 14. Mai 1894. Das Kommando in einer Grenzgarnison zu haben, galt für die Kommandeure, da man im Ernstfall als einer der Ersten „am Feind“ gewesen wäre, als besondere Auszeichnung. Zum 5. Februar 1896 wurde Schmeling in Genehmigung seines Abschiedsgesuches mit der gesetzlichen Pension zur Disposition gestellt.
1876 wurde er Ehrenritter des Johanniterordens und gehörte dort keiner Provinzialgenossenschaft an, sondern war direkt der Balley Brandenburg angegliedert. Zum Rechtsritter geschlagen wurde er 1892 in Sonnenburg u. a. gemeinsam mit Generalmajor Wilhelm von Flotow, Generalmajor Julius Brunsig Edler von Brun, den Diplomaten Wolfram von Rotenhan und Carl Graf von der Goltz und dem Oberstkämmerer Fürst Friedrich II. zu Solms-Baruth.

### Familie
Schmeling hatte sich am 12. Mai 1866 in Charlottenburg mit Luise von Haza-Radlitz (1848–1917) verheiratet. Aus der Ehe gingen vier Kinder hervor, zwei Söhne starben früh:
- Wilhelm August (* 4. Juli 1869 in Berlin; † 7. Juni 1934 ebenda), Landrat ⚭ 1897 Elisabeth Bernada Fanny Eva Gräfin Clairon d’Haussonville (* 4. Juni 1878; † 7. Januar 1960), Tochter von Max Clairon d’Haussonville
- Georg Friedrich (* 19. Januar 1872 in Charlottenburg; † 29. August 1930 in Ludwigshof, Kr. Ranis)[5], Oberstleutnant

⚭ 1898 Hedwig Alwine Emma Johanna von Barby (* 13. November 1870; † 14. April 1899)
⚭ 1909 Christa von dem Knesebeck (* 30. August 1884)

## Auszeichnungen
- Roter Adlerorden II. Klasse mit Eichenlaub[6]
- Kronen-Orden II. Klasse[6]
- Rechtsritter des Johanniterorden[6]
- Ehrenkreuz von Schwarzburg II. Klasse[6]
- Komtur II. Klasse des Friedrichs-Ordens[6]
- Großoffizier des Ordens von Oranien-Nassau[6]
- Russischer Orden der Heiligen Anna II. Klasse[6]
- Kommandeur des Hausordens vom Weißen Falken[6]
- [7][6]